# Paul Getty
John Paul Getty, KBE (Los Angeles, 7 de setembro de 1932 – Londres, 17 de abril de 2003) foi um filantropo americo-britânico e colecionador de livros. Era filho de Jean Paul Getty e de sua mulher, Anne Rork. É conhecido por ter doado mais de cinquenta milhões de euros para a Galeria Nacional de Londres em 1985.

## Vida
Ele foi o terceiro dos cinco filhos de J. Paul Getty (1892-1976), um dos homens mais ricos do mundo na época. Sua mãe era a quarta esposa de J. Paul Getty, Ann Rork. A riqueza da família Getty foi o resultado do negócio petrolífero fundado por George Franklin Getty. Um de seus filhos, Mark Getty, co-fundou a empresa de mídia visual Getty Images.

Ao nascer, ele recebeu o nome de Eugene Paul Getty, mas mais tarde adotou outros nomes, incluindo Paul Getty, John Paul Getty, Jean Paul Getty Jr. e John Paul Getty II. Em 1973, seu filho John Paul Getty III foi mantido em cativeiro na Itália, pois J. Paul Getty se recusou a pagar o resgate. Em 1986, foi condecorado com o título de cavaleiro honorário por serviços prestados a causas que vão do críquete à arte e ao Partido Conservador. Seu título de cavaleiro honorário acabaria se tornando substantivo após a necessária aquisição da cidadania britânica. Um anglófilo de longa data, tornou-se cidadão britânico em 1997. Em 1998 ele mudou seu nome por votação de ações quando ele renunciou ao primeiro nome Eugene e desejou ser conhecido como Sir Paul Getty, KBE.